# Walter Jacobsen

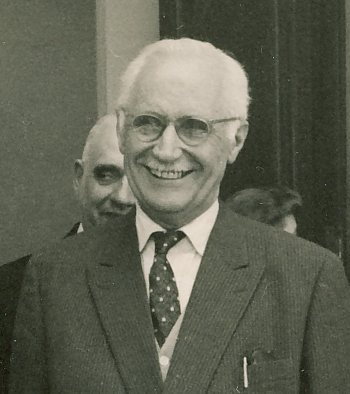
Walter Jacobsen, 1965

Walter Jacobsen (* 1. Dezember 1895 in Altona; † 1. Juni 1986 in Hamburg) war ein deutscher Psychologe und Gründungsmitglied des Berufsverbands Deutscher Psychologinnen und Psychologen (BDP).

## Leben
Walter Jacobsen wuchs in einer Kaufmannsfamilie auf, die geschäftlich auch in Norwegen engagiert war. Von 1920 bis 1926 war Walter Jacobsen in Norwegen im väterlichen Uhren-Importgeschäft tätig. Danach begann er sein Studium der Psychologie an der Universität Hamburg, das er 1933 mit der Promotion bei William Stern kurz vor dessen Emigration abschloss. Er hatte einen Sohn, Karl-Ernst (1921–1996) aus erster Ehe mit Magda, geb. Deppe (1896–1955).

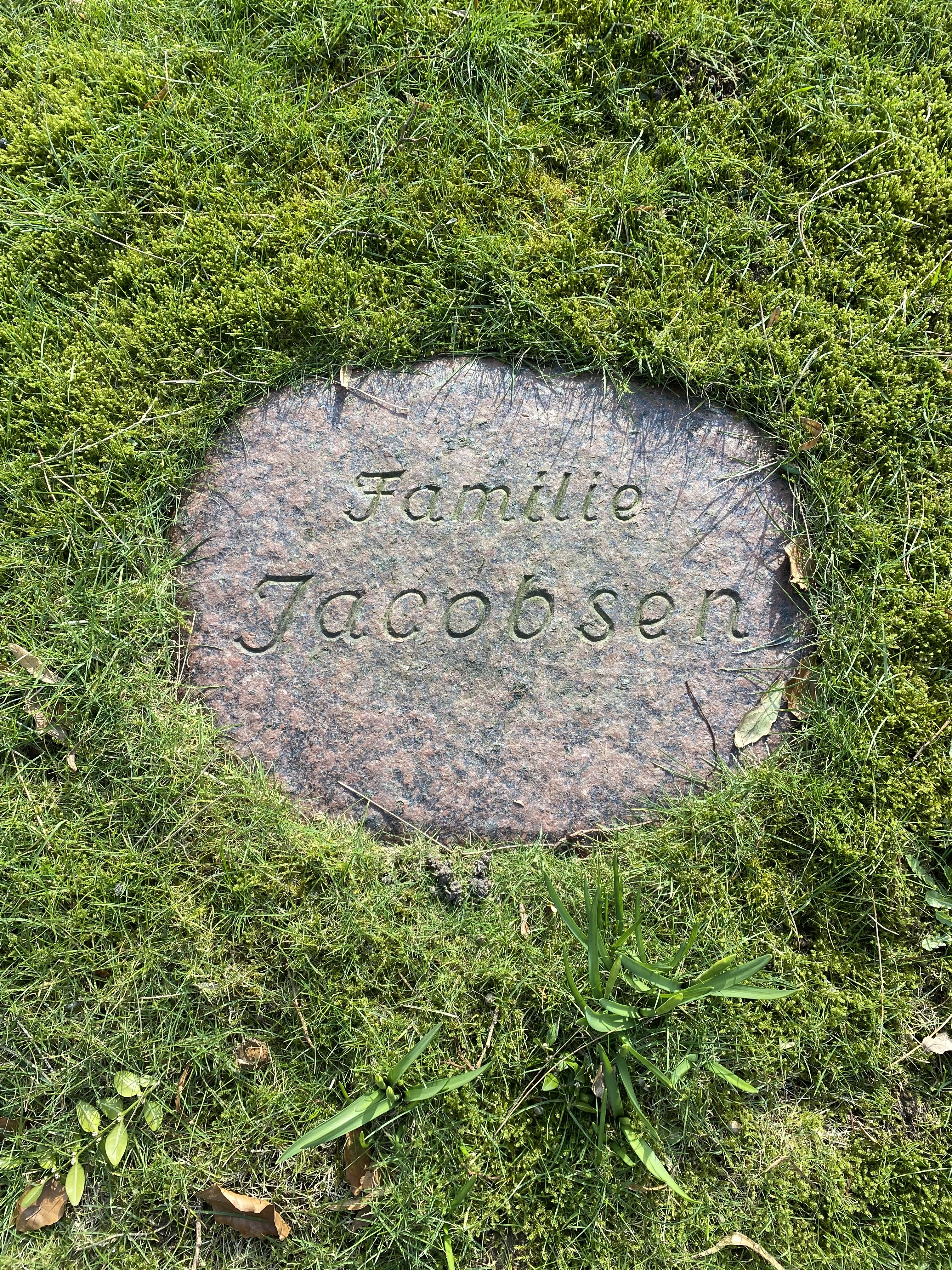
Grabstätte auf dem Friedhof Ohlsdorf

Am Ersten Weltkrieg nahm er als Offizier teil und ging nach dem Krieg als Freiwilliger ins Baltikum, um dort für die Unabhängigkeit der baltischen Staaten zu kämpfen, die von sowjetrussischen Machtansprüchen bedroht waren. Er fand zunächst Arbeit als Berufsberater in Arbeitsämtern in Hamburg, Harburg und Rostock, wurde 1936 aber – wie es im NS-Jargon hieß – „wegen politischer Unzuverlässigkeit“ aus dem Dienst entlassen. Walter Jacobsen war seit 1926 Mitglied der Deutschen Demokratischen Partei DDP. Seit 1934 war Walter Jacobsen Mitglied der „Robinsohn-Strassmann-Gruppe“, einem Hamburger Widerstandskreis, in dem vor allem DDP- und SPD-Mitglieder mitarbeiteten. Jacobsen gehörte auch der linksliberalen Widerstandsgruppe Gruppe Q, der späteren Gruppe Freies Hamburg, um Friedrich Ablass an. Jacobsen hielt bis 1937 Kontakt zwischen der Robinsohn-Strassmann-Gruppe und der Ablass-Gruppe.
Jacobsen war bis 1945 Mitarbeiter am Arbeitswissenschaftlichen Institut, AWI, der DAF.
Walter Jacobsen verstarb 90-jährig und wurde auf dem Friedhof Ohlsdorf beigesetzt. Die Grabstätte liegt im Planquadrat Bh 60 südwestlich von Kapelle 12.

## Beruf
Seine prekäre berufliche Situation veranlasste ihn allerdings 1937 zur Emigration nach Stockholm. Dort ergab sich die Möglichkeit, wieder im Arbeitsfeld der Berufsberatung tätig zu werden. Zusammen mit Maria Ruthquist gründete er 1940 ein „Institut für Praktische Psychologie und Berufswahlfragen“. Dabei ging es vor allem auch um die Entwicklung eignungsdiagnostischer Verfahren als Grundlagen der Berufsberatung. Das Institut hatte aber bald erhebliche Schwierigkeiten, langfristig Sponsoren für seine Arbeit zu finden. Die schwedischen Behörden machte ihm mit der Arbeitserlaubnis Probleme, so dass er im Februar 1942 nach Deutschland zurückkehrte.
Jacobsen heiratete 1957 in zweiter Ehe Lilli, geb. Stief (1897–1992).
Nach dem Zweiten Weltkrieg arbeitete Walter Jacobsen im Rang eines Oberregierungsrats als Betriebspsychologe und Eignungsgutachter für Tätigkeiten im höheren Dienst. 

## Berufsverband Deutscher Psychologen und Psychologinnen (BDP)

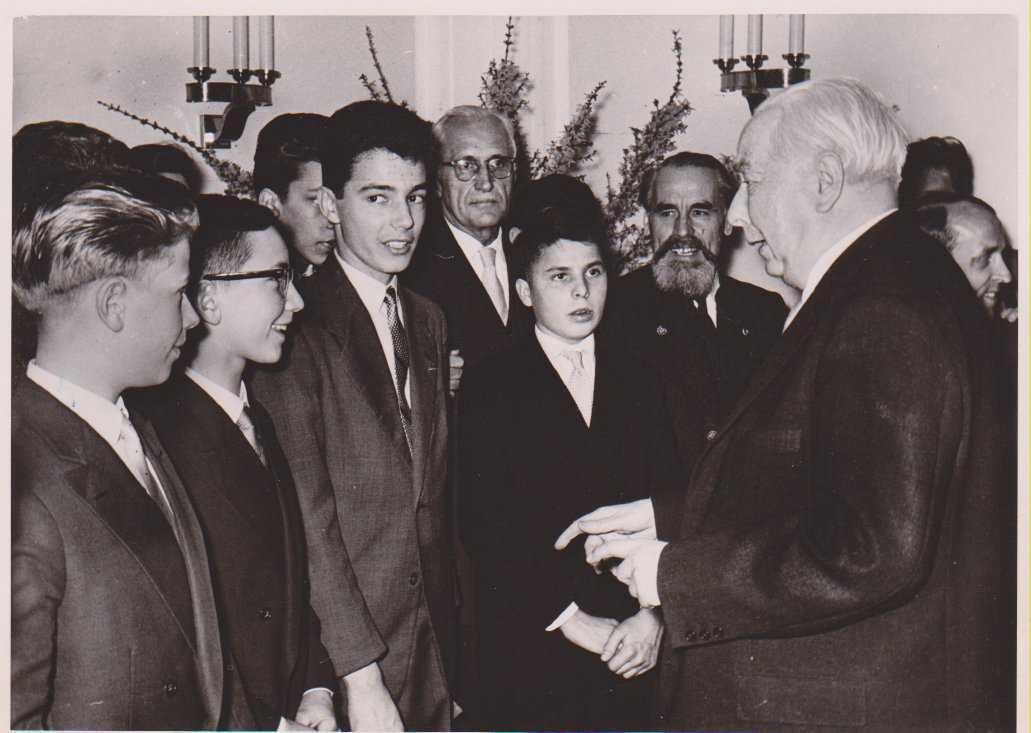
Walter Jacobsen und Theodor Heuss, um 1950

Als Initiator und erster Vorsitzender gehörte Jacobsen zur Gruppe der – überwiegend Hamburger – Psychologen, die 1946 den Berufsverband Deutscher Psychologen gründeten. Als psychologischer Sachverständiger wurde er in die „Bundeszentrale für Heimatdienst“ (später Bundeszentrale für Politische Bildung) berufen. Mehr und mehr wurden die psychologischen Aspekte des Politischen für Walter Jacobsen zum zentralen Arbeitsschwerpunkt. Walter Jacobsen ging es aber auch immer um die pädagogische Umsetzung psychologischer Erkenntnisse. Sein „Forschungsfonds Psychologie der politischen Bildungsarbeit“ fördert seit 1971 Projekte politischer Bildung, die ihren Bezug zur Psychologie nachweisen können. Jacobsen wurde bei der Gründung  zum Vorsitzenden gewählt. Auf seine Initiative wurde 1958 im BDP die Sektion Politische Psychologie gegründet. Der von ihm angelegte Forschungsfonds Psychologie der politischen Bildungsarbeit unterstützt Studien im Schnittfeld dieser beiden Disziplinen. 
An der Entstehung des BDP war Walter Jacobsen als Initiator und erster Vorsitzender maßgeblich beteiligt. Um allen Psychologen-Kollegen Gehör zu verschaffen, regte er die Gründung eines eingetragenen Vereins an. Während die meisten dieser beteiligten „psychologischen Praktiker“ im neuen Verband eine berufsständische Interessenvertretung sahen, ging es Walter Jacobsen um mehr: Die Psychologie sollte ihren Beitrag zur Entwicklung „bewusster Demokraten“ leisten, die deutschen Staatsbürger gegen Propaganda und autoritäres Denken immunisieren. Walter Jacobsen hatte aber wohl Schwierigkeiten, diese programmatische Ausrichtung für den BDP durchzusetzen. Schließlich gelang es ihm jedoch 1958, innerhalb des Berufsverbands eine eigenständige Sektion „Politische Psychologie“ zu etablieren. Sein Versuch, das Arbeitsfeld der neuen Sektion in der offiziellen Verbandszeitschrift „Psychologische Rundschau“ zu erläutern, scheiterte allerdings am Widerstand des Verlegers. Zu groß waren offenbar noch die Befürchtungen, die Psychologie könnte ihren mühsam erkämpften Status als „wertfreie“ Wissenschaft aufs Spiel setzen, wenn sie sich kritisch fragend und urteilend einmischte oder die politische Sozialisation, das Wählerverhalten und die psychologischen Aspekte politischer Entscheidungsprozesse untersuchte.
Die Sektion Politische Psychologie
Jacobsens Idee einer „Politischen Psychologie“ wollte Psychologen zusammenführen, die sich verantwortungsbewusst in der Tradition der Aufklärung erlebten und die politischen Entwicklungen mit wachem Interesse und Engagement verfolgten. Psychologie „im Elfenbeinturm“ war ihm fremd. Aus den Erfahrungen des Dritten Reichs und der Emigration entwickelte er eine Vorstellung von „Politischer Psychologie“, die sich der Manipulation und Indoktrination mit ihrem Expertenwissen entgegenstellen sollte. Gegen die politische Psychologie aus der Herrschaftsperspektive („Wie verführe ich die Masse…“) setzte Walter Jacobsen eine Psychologie im Dienst des kritisch-engagierten Staatsbürgers. Mit der Gründung einer eigenständigen Sektion im BDP wurde er zum Vater und Mentor der Politischen Psychologie in der Bundesrepublik.
In den Jahren 1963 bis 1969 war er Mitherausgeber der Buchreihe „Politische Psychologie“, die jeweils Schwerpunkte behandelte, die sich in der Zeit nach der NS-Herrschaft unausweichlich aufdrängten: Autoritarismus, Nationalismus, Vorurteile, Manipulation, alles unter dem Leitmotiv „Nie wieder Diktatur, nie wieder politische Verführung !“ Im ersten Band dieser Buchreihe versuchte Walter Jacobsen 1963, das Aufgabenfeld einer Politischen Psychologie abzustecken, eine Herausforderung, die er auch 1980 noch einmal in seiner Publikation zum „umstrittenen Begriff“ der PP aufnahm. Nach einigen Jahren der Stagnation wurde dieser fruchtbare Impuls von Helmut Moser wieder aufgenommen. 
Forschungsfonds „Psychologie der politischen Bildungsarbeit“
„Der Forschungsfonds Psychologie der politischen Bildungsarbeit dient dem Zweck, notwendige psychologische Forschungsarbeiten der politischen Bildung zu initiieren und ihre Durchführung zu unterstützen“ (Statut); sein Gründer ist Walter Jacobsen, der sich in diesem Statut (§ 2 (1) ) als „Vertrauensmann“ eines „Spenders“ bezeichnet. Vermutlich war er selbst dieser „Spender“ – zugegeben hat er es nie. Derzeit wird der Fonds verwaltet von der „Deutschen Vereinigung für Politische Bildung“. Treuhänderin des Fonds ist nach einer Verfügung von Walter Jacobsen „mit allen Rechten und Pflichten“ seine Großnichte Birgit Kassovic.
Walter Jacobsen-Gesellschaft 
Die WJG wurde 1987 in Hamburg gegründet. Initiator und erster Vorsitzender war der Hamburger Sozialpsychologe Helmut Moser. In der Präambel zur WJG-Satzung heißt es: „Um das Vermächtnis von Dr. Walter Jacobsen dauerhaft zu sichern und um sein der Politischen Psychologie und der politischen Bildung gewidmetes Lebenswerk dauerhaft fortzuführen, wird die WALTER JACOBSEN-GESELLSCHAFT gegründet“. Mit ihren Mitteln fördert die WJG Projekte, Tagungen und Publikationen, die Fragestellungen der Politischen Psychologie behandeln. Dazu zählen vor allem die jährlichen Workshop-Kongresse der BDP-Sektion „Politische Psychologie“, die jeweils Themenschwerpunkte mit aktuellem Bezug behandeln (z. B. Friedenssicherung, Heimat, Umweltprobleme, Technikfolgen, Korruption usw.). Darüber hinaus wurde durch die Unterstützung aus der WJG auch die regelmäßige Publikation der „Zeitschrift für Politische Psychologie“ ermöglicht. Seit 1988 stiftet die WJG alljährlich einen Beitrag zum Olof-Palme-Friedenspreis. Die Unterstützung des Olof-Palme-Friedenspreises resultiert aus den Inhalten, aus der Übereinstimmung der Ziele Olof Palmes und Walter Jacobsens sowie der gemeinsamen demokratischen, aufgeklärten Tradition.

## Ehrungen
- Auf Initiative von Helmut Moser (Sozialpsychologe an der Universität Hamburg) wurde 1987 die Walter-Jacobsen-Gesellschaft gegründet, um das Lebenswerk und das Vermächtnis des 1986 verstorbenen Mentors der Politischen Psychologie weiterzuführen.
- Die Deutsche Vereinigung für Politische Bildung vergibt den Walter-Jacobsen-Preis.[3]

## Schriften (Auswahl)
- Individualität und soziale Rolle, Dissertation, Hamburg 1934 – Beitrag der Psychologie zu Bemühungen um politische Bildung, in: Psychologische Rundschau, 1956, Heft, S. 225–230.
- Lauter Vorurteile, in: Schriftenreihe der Bundeszentrale für Heimatdienst, 1957, Heft 18.
- Politische Psychologie – Eine Schriftenreihe, Mitherausgeber: Wanda von Baeyer-Katte, Gerhard Baumert, Theodor Scharmann, Heinz Wiesbrock; Redaktion: Klaus Dieter Hartmann, Europäische Verlagsanstalt, Frankfurt 1963–1969
- Das ist ‚politische Psychologie’ ?, in: Wanda von Baeyer-Katte u. a. (Hrsg.): Politische-Psychologie, Band 1: Politische Psychologie als Aufgabe unserer Zeit. Europäische-Verlagsanstalt, Frankfurt 1963, S. 9–16
- Politische Psychologie – ein umstrittener Begriff, in: Hartmann, K.D. (Hrsg.): Politische-Bildung und politische Psychologie. Wilhelm Fink Verlag, München 1980, S. 73–81
- Die Politische Psychologie nach der NS-Herrschaft: Vergangenheitsaufarbeitung und demokratischer Neubeginn, in: Angela Schorr (Hrsg.): Bericht über den 13. Kongreß für Angewandte Psychologie 1985, Bd. 1. Deutscher Psychologen Verlag, Bonn 1986, S. 212–214
- Bibliographie Politische Psychologie 1945 – 1974, Frankfurt am Main und Hamburg: Sektion Politische Psychologie im BDP, 1985 (35 Seiten)